# Roar Lishaugen
Roar Lishaugen (* 1973 Hamar) je norský bohemista. Maturoval na gymnáziu v Lillehammeru v roce 1992. Působí na Univerzitě v Oslo, kde vystudoval bohemistiku a komparatistiku. Na univerzitě ve švédském Göteborgu získal doktorát ze slavistiky. K jeho hlavní specializaci patří český spisovatel Jiří Karásek ze Lvovic. Jeho velkým tématem je též vztah homosexuality a literatury či česká čtenářská kultura 50.-70. let 20. století. Pedagogicky působil a působí na několika vysokých školách, a vyučuje český jazyk a českou literaturu.